# Wachbataillon Berlin
Het Wachbataillon Berlin was een Duitse eenheid van de Wehrmacht in de Tweede Wereldoorlog. Deze eenheid was een militaire wacht en werd als zodanig ingezet in Berlijn.

## Geschiedenis
Het Wachbataillon Berlin werd opgericht op 2 april 1940 uit bij de oprichting van Infanterieregiment Großdeutschland achtergebleven delen. Dit waren op dat moment een regimentsstaf met vier compagnieën. Op 1 mei 1941 werd een vijfde compagnie aan het bataljon toegevoegd. Wachbataillon Berlin werd op 1 oktober 1942 omgedoopt in Wachbataillon Großdeutschland.

## Commandanten
| Rang                                                                  | Naam               | Begin            | Eind              |
| --------------------------------------------------------------------- | ------------------ | ---------------- | ----------------- |
| Major                                                                 | E. von Boguslawski | 2 april 1940     |                   |
| Major vanaf 1 maart 1941 Oberstleutnant vanaf 1 september 1942 Oberst | Werner Frotscher   | 21 december 1940 | 15 september 1942 |